# Entoprocta
Entoprocta /ɛntoʊˈprɒktə/ ( n.đ. 'nội trực tràng hoặc nội hậu môn'   ), hay Kamptozoa /kæm(p)təˈzoʊə/, là một ngành động vật hầu hết là động vật thủy sinh không có cuống, có kích thước từ 0,1 đến 7 milimét (0,004 đến 0,3 in) dài. Cá thể trưởng thành có hình chiếc cốc nằm trên thân tương đối dài. Chúng có một "vành tua miệng" (crown) gồm các xúc tu có lông mao tạo ra dòng nước hút các hạt thức ăn về phía miệng, cả miệng và hậu môn đều nằm bên trong "vành tua miệng". Chúng có bề ngoài tương tự như Bryozoa (Ectoprocta), có hậu môn bên ngoài "vành tua miệng" gồm các xúc tu rỗng. Hầu hết các họ Entoprocta đều sống tập đoàn trừ 2 họ trong số 150 loài ở biển. Một số sống đơn độc thường di chuyển chậm.
Một số loài phóng trứng chưa thụ tinh xuống nước, trong khi những loài khác giữ trứng trong buồng trứng, ấp cho đến khi chúng nở. Và một số loài này sử dụng các cơ quan giống nhau thai để nuôi dưỡng trứng đang phát triển. Sau khi nở, ấu trùng bơi một thời gian ngắn rồi lắng xuống bề mặt. Ở đó, chúng phát triển biến thái hoàn toàn và ruột ấu trùng xoay tới 180°, làm miệng và hậu môn hướng lên trên. Cả loài tập đoàn và loài đơn độc cũng sinh sản bằng cách nhân đôi - các loài đơn độc phát triển nhân đôi tại khoảng trống giữa các xúc tu và sau đó tách ra khi chúng phát triển. Trong khi đó, các loài tập đoàn tạo ra các cá thể mới từ thân hoặc bò lan ra.
Hóa thạch của Entoprocta rất hiếm và mẫu vật sớm nhất được xác định chắc chắn có niên đại từ kỷ Jura muộn. Hầu hết các nghiên cứu từ năm 1996 trở đi đều coi Entoprocta là thành viên của Trochozoa, bao gồm cả Thân mềm và Giun đốt . Tuy nhiên, một nghiên cứu năm 2008 đã kết luận rằng Entoprocta có liên quan chặt chẽ với Bryozoa. Còn các nghiên cứu khác xếp chúng vào nhánh Tetraneuralia, cùng với ngành Thân mềm.

## Tên gọi
"Entoprocta" được đặt ra vào năm 1870, nghĩa là "nội hậu môn". Một cái tên thay thế "Kamptozoa", nghĩa là động vật "uốn cong" hoặc "cong" animals, was assigned in 1929. Một vài tác giả khác sử dụng từ "Entoprocta", trong khi một số khác thì sử dụng từ "Kamptozoa".